# Troménie
Troménie è la francesizzazione del bretone tro-minihi, letteralmente giro (tro) del minihi derivante dal latino monachia (territorio monastico altomedievale). Il nome più antico risale alla Grande Troménie di Locronan, una processione cattolica di circa 12 chilometri che ha luogo ogni 6 anni. L'ascensione del Menez-Lokorn (monte di Locronan) giustificherebbe l'etimologia data da diversi autori, da tro-menez: giro della montagna. La tradizione medievale fa delle troménies delle processioni all'interno di aree monastiche, poi evolutesi in parrocchie.
Nel caso di Locronan, la Grande Troménie potrebbe trarre origine da un'antica processione gallica; il circuito passa per la foresta di Nevet, parola che ricorda il nemeton, un santuario celtico. La forma del circuito, la scadenza ogni 6 anni ed il numero di tappe rinvia all'epoca precedente il cristianesimo. Sembra che la Grande Troménie di Locronan abbia dato il nome a tutte le altre, attraverso le pubblicazioni dell'Episcopato di Quimper (come su La Semaine Religieuse de Quimper et de Léon del 1887, che dedica diverse pagine alla Grande Troménie di Locronan e l'articolo del canonico Paul Peyron, che usa il termine per tutte le altre processioni circolari della diocesi). Le altre processioni minori sono chiamate tro ar Relegoù (giro delle Reliquie), tro Sant-Sane (giro di San-Sané), Leo dro (giro della Lega).
Le troménies si celebrano tutte tra il giovedì dell'Ascensione e la Pentecoste, eccetto quella di Locronan, e si sviluppano su di un'area parrocchiale piuttosto vasta. Ricordano in un certo modo le rogazioni ed i giri delle parrocchie diffusi in Belgio (tour de sainte Rolende a Gerpinnes Archiviato il 31 marzo 2010 in Internet Archive., tour de Sainte-Gertrude a Nivelles, tour de Saint-Vincent a Soignies, tour de Sainte-Renelde a Saintes, tour de Saint-Hermès a Renaix...), Germania (giri di san Giorgio e san Leonardo) e Gran Bretagna (le Beating the bounds).
Oggi si praticano ancora sei troménies:
- a Locronan (seconda domenica di luglio per la piccola, tra la seconda e la terza domenica di luglio per la grande),
- a Landeleau (domenica di Pentecoste),
- a Gouesnou e a Bourbriac (giovedì dell'Ascensione).

Le troménies di Locquénolé e Plabennec sono state ricreate nel 2008, quella di Plouzané è scomparsa nel 1970 e quella di Locmaria-Quimper nel XVII secolo.